# Grande Fratello (nona edizione)
La nona edizione del reality show Grande Fratello è andata in onda in diretta in prima serata su Canale 5 dal 12 gennaio al 20 aprile 2009. È durata 99 giorni, ed è stata condotta per la quarta volta consecutiva da Alessia Marcuzzi, affiancata per la seconda volta consecutiva dall'opinionista Alfonso Signorini.
Tra le novità di questa edizione vi è stato il ritorno ai 99 giorni e un completo rinnovamento della casa, costituita da un'unica abitazione (nella precedente edizione la casa era suddivisa in tre appartamenti) a sfondo ecologico. L'edificio, è stato composto da numerosi nuovi ambienti quali un solarium, un terrazzo ed una mini spiaggia, e ha occupato circa 1600 m².
Anche in questa edizione non vi è stata la figura dell'inviato. L'eliminato di turno ha percorso solo il limbo fino ad arrivare all'automobile, che lo ha accompagnato in studio, appostata proprio accanto alla porta rossa (che ha reso ancora più "fredda" e sbrigativa l'eliminazione) dove è stato accolto dalla conduttrice Alessia Marcuzzi. È inoltre presente, in qualità di opinionista, Alfonso Signorini, direttore di Chi e TV Sorrisi e Canzoni.
La diretta dalla casa è stata seguita 24 ore su 24, a pagamento su Mediaset Premium, e sulla rete satellitare Sky. Inoltre, ogni giorno è stato possibile seguire la striscia quotidiana e le pillole, che Canale 5 ha trasmesso dal lunedì al venerdì all'interno del talk show Pomeriggio Cinque, entrambi condotti da Barbara D'Urso. In questa edizione il montepremi è 300000 €, più basso di 200000 € rispetto alla precedente edizione.
Il 27 aprile è andata in onda una puntata riepilogativa con tutti i protagonisti dell'edizione, registrata il 22 e denominata Grande Fratello - La nostra avventura.
L'edizione è stata vinta da Ferdi Berisa, che si è aggiudicato il montepremi di 300000 €.

## Concorrenti
L'età dei concorrenti si riferisce al momento dell'ingresso nella casa.
| Concorrente                   | Età     | Professione          | Luogo di nascita  | Stato                |
| ----------------------------- | ------- | -------------------- | ----------------- | -------------------- |
| Ferdi Berisa                  | 21 anni | Cuoco                | Podgorica         | Vincitore            |
| Marcello Torre Calabria       | 31 anni | Fornaio              | Brescia           | Secondo classificato |
| Cristina Del Basso            | 21 anni | Studentessa          | Varese            | Terza classificata   |
| Gianluca Zito                 | 32 anni | Direttore di azienda | Napoli            | Quarto classificato  |
| Francesca Fioretti            | 23 anni | Modella              | Maddaloni         | Eliminata            |
| Alberto Scrivano              | 32 anni | Ormeggiatore         | Genova            | Eliminato            |
| Sabrina "Siria" De Fazio      | 31 anni | Mangiafuoco          | Pomigliano d'Arco | Eliminata            |
| Roberto Salvi                 | 26 anni | Personal trainer     | Roma              | Eliminato            |
| Vanessa Ravizza               | 24 anni | Barista              | Casorate Primo    | Eliminata            |
| Vittorio Marcelli             | 37 anni | Surfista             | Roma              | Eliminato            |
| Geronimo "Gerry" Longo        | 31 anni | Impiegato            | Locri             | Eliminato            |
| Monica Riva                   | 23 anni | Studentessa          | Ascoli Piceno     | Eliminata            |
| Laura Drzewicka               | 22 anni | Fotomodella          | Amburgo           | Eliminata            |
| Claudia Perna                 | 25 anni | Volontaria           | Palermo           | Eliminata            |
| Tommaso De Mottoni y Palacios | 30 anni | Imprenditore         | Trieste           | Eliminato            |
| Annachiara Simonetti          | 25 anni | Farmacista           | Napoli            | Eliminata            |
| Paolo Mari                    | 35 anni | Idraulico, modello   | Mantova           | Espulso              |
| Nicola Molinari               | 28 anni | Architetto           | Gavardo           | Eliminato            |
| Marco Mazzanti                | 23 anni | Studente, calciatore | Copparo           | Eliminato            |
| Federica Rosatelli            | 30 anni | Agente di moda       | Velletri          | Espulsa              |
| Leonia Coccia                 | 23 anni | Macellaia            | Roma              | Eliminata            |
| Daniela Martani               | 35 anni | Assistente di volo   | Roma              | Ritirata             |
| Fabrizio Cimmino              | 31 anni | Maggiordomo          | Ivrea             | Eliminato            |

## Tabella delle nomination
Legenda
- Niente nomination
- Concorrente non nominabile per classifica o immunità.
- Preferito della settimana.
- Nomination annullate

|             | Settimana 2                | Settimana 3                                         | Settimana 4                          | Settimana 5               | Settimana 6           | Settimana 6                  | Settimana 7               | Settimana 8                  | Settimana 9                             | Settimana 9                    | Settimana 10             | Settimana 10            | Settimana 11                                                | Settimana 12                      | Settimana 12               | Settimana 12                 | Settimana 13                   | Settimana 13                              | Settimana 13                      | Ultima settimana                 | Ultima settimana                 | Numero totale di nomination |
| Giorno 36   | Settimana 2                | Settimana 3                                         | Settimana 4                          | Settimana 5               | Giorno 43             | Giorno 57                    | Settimana 7               | Settimana 8                  | Giorno 64                               | Giorno 64                      | Giorno 71                | Giorno 78               | Settimana 11                                                | Giorno 81                         | Giorno 87                  | Giorno 87                    | Giorno 92                      | Giorno 92                                 |                                   | Ultima settimana                 | Ultima settimana                 | Numero totale di nomination |
| ----------- | -------------------------- | --------------------------------------------------- | ------------------------------------ | ------------------------- | --------------------- | ---------------------------- | ------------------------- | ---------------------------- | --------------------------------------- | ------------------------------ | ------------------------ | ----------------------- | ----------------------------------------------------------- | --------------------------------- | -------------------------- | ---------------------------- | ------------------------------ | ----------------------------------------- | --------------------------------- | -------------------------------- | -------------------------------- | --------------------------- |
| Ferdi       | Fabrizio                   | Federica Vittorio                                   | Marco                                | Alberto                   | Vanessa               | Claudia per salvare          | Alberto Tommaso           | Claudia Laura                | Laura Roberto                           | Alberto Monica Vittorio        | Cristina Monica          | Nominato                | Alberto Vittorio                                            | Alberto Roberto                   | Alberto Roberto            | Nominato                     | Cristina Siria                 | Francesca per salvare                     | Cristina Marcello                 | Vincitore (Giorno 99)            | Vincitore (Giorno 99)            | 24                          |
| Marcello    | Fabrizio                   | Ferdi Leonia                                        | Siria                                | Annachiara                | Nomination annullate  | Annachiara Claudia Vittorio  | Tommaso Vittorio          | Claudia Vittorio             | Monica Vittorio                         | Monica                         | Cristina Monica          | Nominato                | Cristina Vittorio                                           | Francesca Roberto                 | Francesca Roberto          | Nominato                     | Francesca Siria                | Gerry per salvare                         | Cristina Francesca                | Secondo classificato (Giorno 99) | Secondo classificato (Giorno 99) | 25                          |
| Cristina    | Annachiara                 | Alberto Annachiara                                  | Nicola                               | Annachiara                | Nomination annullate  | Claudia per salvare          | Alberto Tommaso           | Gerry Vanessa                | Francesca Monica                        | Alberto                        | Francesca Vanessa        | Roberto per salvare     | Alberto Marcello                                            | Alberto Vanessa                   | Alberto Marcello           | Gerry per salvare            | Ferdi Marcello                 | Gerry per salvare                         | Ferdi Marcello                    | Terza classificata (Giorno 99)   | Terza classificata (Giorno 99)   | 16                          |
| Gianluca    | Fabrizio                   | Federica Ferdi                                      | Marco                                | Nicola                    | Nomination annullate  | Vittorio per salvare         | Gerry Tommaso             | Claudia Laura                | Francesca Monica                        | Monica                         | Ferdi Marcello           | Immune                  | Francesca Roberto                                           | Roberto Vanessa                   | Roberto Siria              | Nominato                     | Francesca Siria                | Se stesso per salvare                     | Ferdi Francesca                   | Quarto classificato (Giorno 99)  | Quarto classificato (Giorno 99)  | 5                           |
| Francesca   | Non in casa                | Non in casa                                         | Non in casa                          | Non in casa               | Non in casa           | Non in casa                  | Non in casa               | Immune                       | Cristina Gianluca                       | Vittorio                       | Cristina Gianluca        | Ferdi per salvare       | Gianluca Marcello                                           | Alberto Vanessa                   | Marcello Roberto           | Ferdi per salvare            | Marcello Siria                 | Ferdi per salvare                         | Cristina Marcello                 | Eliminata (Giorno 92)            | Eliminata (Giorno 92)            | 20                          |
| Alberto     | Fabrizio                   | Ferdi Leonia                                        | Siria                                | Vanessa                   | Nomination annullate  | Claudia per salvare          | Gerry Tommaso             | Ferdi Gerry                  | Cristina Monica                         | Nominato                       | Cristina Monica          | Nominato                | Cristina Ferdi                                              | Ferdi Francesca                   | Ferdi Francesca            | Nominato                     | Ferdi Francesca                | Gerry per salvare                         | Eliminato (Giorno 92)             | Eliminato (Giorno 92)            | Eliminato (Giorno 92)            | 18                          |
| Siria       | Vanessa                    | Claudia Leonia                                      | Vittorio                             | Marcello                  | Marcello              | Claudia per salvare          | Ferdi Tommaso             | Ferdi Laura                  | Francesca Laura                         | Monica                         | Monica Vanessa           | Vittorio per salvare    | Ferdi Marcello                                              | Marcello Vanessa                  | Francesca Marcello         | Alberto per salvare          | Ferdi Marcello                 | Eliminata (Giorno 92)                     | Eliminata (Giorno 92)             | Eliminata (Giorno 92)            | Eliminata (Giorno 92)            | 10                          |
| Roberto     | Non in casa                | Non in casa                                         | Non in casa                          | Non in casa               | Non in casa           | Non in casa                  | Non in casa               | Immune                       | Francesca Monica                        | Monica                         | Francesca Monica         | Nominato                | Gianluca Marcello                                           | Francesca Vanessa                 | Francesca Marcello         | Eliminato (Giorno 87)        | Eliminato (Giorno 87)          | Eliminato (Giorno 87)                     | Eliminato (Giorno 87)             | Eliminato (Giorno 87)            | Eliminato (Giorno 87)            | 11                          |
| Vanessa     | Annachiara                 | Annachiara Ferdi                                    | Vittorio                             | Ferdi                     | Nomination annullate  | Annachiara per salvare       | Alberto Tommaso           | Claudia Laura                | Cristina Monica                         | Monica                         | Cristina Monica          | Alberto per salvare     | Cristina Francesca                                          | Francesca Roberto                 | Eliminata (Giorno 81)      | Eliminata (Giorno 81)        | Eliminata (Giorno 81)          | Eliminata (Giorno 81)                     | Eliminata (Giorno 81)             | Eliminata (Giorno 81)            | Eliminata (Giorno 81)            | 13                          |
| Vittorio    | Fabrizio                   | Federica Ferdi                                      | Nicola                               | Nicola                    | Nomination annullate  | Nominato                     | Gerry Tommaso             | Ferdi Marcello               | Francesca Marcello                      | Nominato                       | Ferdi Marcello           | Nominato                | Ferdi Marcello                                              | Eliminato (Giorno 78)             | Eliminato (Giorno 78)      | Eliminato (Giorno 78)        | Eliminato (Giorno 78)          | Eliminato (Giorno 78)                     | Eliminato (Giorno 78)             | Eliminato (Giorno 78)            | Eliminato (Giorno 78)            | 17                          |
| Gerry       | Immune                     | Annachiara Ferdi                                    | Marco                                | Alberto                   | Nomination annullate  | Vittorio per salvare         | Alberto Tommaso           | Claudia Laura                | Cristina Laura                          | Monica                         | Alberto Monica           | Nominato                | Eliminato (Giorno 71)                                       | Eliminato (Giorno 71)             | Eliminato (Giorno 71)      | Eliminato (Giorno 71)        | Eliminato (Giorno 71)          | Eliminato (Giorno 71)                     | Eliminato (Giorno 71)             | Eliminato (Giorno 71)            | Eliminato (Giorno 71)            | 7                           |
| Monica      | Non in casa                | Non in casa                                         | Non in casa                          | Non in casa               | Non in casa           | Non in casa                  | Non in casa               | Immune                       | Laura Vanessa                           | Nominata                       | Gerry Vanessa            | Eliminata (Giorno 71)   | Eliminata (Giorno 71)                                       | Eliminata (Giorno 71)             | Eliminata (Giorno 71)      | Eliminata (Giorno 71)        | Eliminata (Giorno 71)          | Eliminata (Giorno 71)                     | Eliminata (Giorno 71)             | Eliminata (Giorno 71)            | Eliminata (Giorno 71)            | 21                          |
| Laura       | Non in casa                | Non in casa                                         | Non in casa                          | Immune                    | Nomination annullate  | Vittorio per salvare         | Ferdi Tommaso             | Ferdi Marcello               | Monica Roberto                          | Eliminata (Giorno 64)          | Eliminata (Giorno 64)    | Eliminata (Giorno 64)   | Eliminata (Giorno 64)                                       | Eliminata (Giorno 64)             | Eliminata (Giorno 64)      | Eliminata (Giorno 64)        | Eliminata (Giorno 64)          | Eliminata (Giorno 64)                     | Eliminata (Giorno 64)             | Eliminata (Giorno 64)            | Eliminata (Giorno 64)            | 10                          |
| Claudia     | Fabrizio                   | Federica Leonia                                     | Siria                                | Nicola                    | Nomination annullate  | Nominata                     | Marcello Tommaso          | Laura Marcello               | Eliminata (Giorno 57)                   | Eliminata (Giorno 57)          | Eliminata (Giorno 57)    | Eliminata (Giorno 57)   | Eliminata (Giorno 57)                                       | Eliminata (Giorno 57)             | Eliminata (Giorno 57)      | Eliminata (Giorno 57)        | Eliminata (Giorno 57)          | Eliminata (Giorno 57)                     | Eliminata (Giorno 57)             | Eliminata (Giorno 57)            | Eliminata (Giorno 57)            | 9                           |
| Tommaso     | Non in casa                | Non in casa                                         | Non in casa                          | Non in casa               | Immune                | Immune                       | Gerry Gianluca            | Eliminato (Giorno 50)        | Eliminato (Giorno 50)                   | Eliminato (Giorno 50)          | Eliminato (Giorno 50)    | Eliminato (Giorno 50)   | Eliminato (Giorno 50)                                       | Eliminato (Giorno 50)             | Eliminato (Giorno 50)      | Eliminato (Giorno 50)        | Eliminato (Giorno 50)          | Eliminato (Giorno 50)                     | Eliminato (Giorno 50)             | Eliminato (Giorno 50)            | Eliminato (Giorno 50)            | 11                          |
| Annachiara  | Fabrizio                   | Leonia Vittorio                                     | Vittorio                             | Claudia                   | Nomination annullate  | Nominata                     | Eliminata (Giorno 43)     | Eliminata (Giorno 43)        | Eliminata (Giorno 43)                   | Eliminata (Giorno 43)          | Eliminata (Giorno 43)    | Eliminata (Giorno 43)   | Eliminata (Giorno 43)                                       | Eliminata (Giorno 43)             | Eliminata (Giorno 43)      | Eliminata (Giorno 43)        | Eliminata (Giorno 43)          | Eliminata (Giorno 43)                     | Eliminata (Giorno 43)             | Eliminata (Giorno 43)            | Eliminata (Giorno 43)            | 14                          |
| Paolo       | Non in casa                | Non in casa                                         | Non in casa                          | Non in casa               | Immune                | Espulso (Giorno 41)          | Espulso (Giorno 41)       | Espulso (Giorno 41)          | Espulso (Giorno 41)                     | Espulso (Giorno 41)            | Espulso (Giorno 41)      | Espulso (Giorno 41)     | Espulso (Giorno 41)                                         | Espulso (Giorno 41)               | Espulso (Giorno 41)        | Espulso (Giorno 41)          | Espulso (Giorno 41)            | Espulso (Giorno 41)                       | Espulso (Giorno 41)               | Espulso (Giorno 41)              | Espulso (Giorno 41)              | 0                           |
| Nicola      | Annachiara                 | Annachiara Vittorio                                 | Marco                                | Vittorio                  | Eliminato (Giorno 36) | Eliminato (Giorno 36)        | Eliminato (Giorno 36)     | Eliminato (Giorno 36)        | Eliminato (Giorno 36)                   | Eliminato (Giorno 36)          | Eliminato (Giorno 36)    | Eliminato (Giorno 36)   | Eliminato (Giorno 36)                                       | Eliminato (Giorno 36)             | Eliminato (Giorno 36)      | Eliminato (Giorno 36)        | Eliminato (Giorno 36)          | Eliminato (Giorno 36)                     | Eliminato (Giorno 36)             | Eliminato (Giorno 36)            | Eliminato (Giorno 36)            | 5                           |
| Marco       | Annachiara                 | Ferdi Marcello                                      | Siria                                | Eliminato (Giorno 29)     | Eliminato (Giorno 29) | Eliminato (Giorno 29)        | Eliminato (Giorno 29)     | Eliminato (Giorno 29)        | Eliminato (Giorno 29)                   | Eliminato (Giorno 29)          | Eliminato (Giorno 29)    | Eliminato (Giorno 29)   | Eliminato (Giorno 29)                                       | Eliminato (Giorno 29)             | Eliminato (Giorno 29)      | Eliminato (Giorno 29)        | Eliminato (Giorno 29)          | Eliminato (Giorno 29)                     | Eliminato (Giorno 29)             | Eliminato (Giorno 29)            | Eliminato (Giorno 29)            | 4                           |
| Federica    | Annachiara                 | Claudia Vittorio                                    | Vittorio                             | Espulsa (Giorno 29)       | Espulsa (Giorno 29)   | Espulsa (Giorno 29)          | Espulsa (Giorno 29)       | Espulsa (Giorno 29)          | Espulsa (Giorno 29)                     | Espulsa (Giorno 29)            | Espulsa (Giorno 29)      | Espulsa (Giorno 29)     | Espulsa (Giorno 29)                                         | Espulsa (Giorno 29)               | Espulsa (Giorno 29)        | Espulsa (Giorno 29)          | Espulsa (Giorno 29)            | Espulsa (Giorno 29)                       | Espulsa (Giorno 29)               | Espulsa (Giorno 29)              | Espulsa (Giorno 29)              | 4                           |
| Leonia      | Immune                     | Annachiara Vanessa                                  | Eliminata (Giorno 22)                | Eliminata (Giorno 22)     | Eliminata (Giorno 22) | Eliminata (Giorno 22)        | Eliminata (Giorno 22)     | Eliminata (Giorno 22)        | Eliminata (Giorno 22)                   | Eliminata (Giorno 22)          | Eliminata (Giorno 22)    | Eliminata (Giorno 22)   | Eliminata (Giorno 22)                                       | Eliminata (Giorno 22)             | Eliminata (Giorno 22)      | Eliminata (Giorno 22)        | Eliminata (Giorno 22)          | Eliminata (Giorno 22)                     | Eliminata (Giorno 22)             | Eliminata (Giorno 22)            | Eliminata (Giorno 22)            | 5                           |
| Daniela     | Siria                      | Immune                                              | Ritirata (Giorno 22)                 | Ritirata (Giorno 22)      | Ritirata (Giorno 22)  | Ritirata (Giorno 22)         | Ritirata (Giorno 22)      | Ritirata (Giorno 22)         | Ritirata (Giorno 22)                    | Ritirata (Giorno 22)           | Ritirata (Giorno 22)     | Ritirata (Giorno 22)    | Ritirata (Giorno 22)                                        | Ritirata (Giorno 22)              | Ritirata (Giorno 22)       | Ritirata (Giorno 22)         | Ritirata (Giorno 22)           | Ritirata (Giorno 22)                      | Ritirata (Giorno 22)              | Ritirata (Giorno 22)             | Ritirata (Giorno 22)             | 0                           |
| Fabrizio    | Annachiara                 | Eliminato (Giorno 15)                               | Eliminato (Giorno 15)                | Eliminato (Giorno 15)     | Eliminato (Giorno 15) | Eliminato (Giorno 15)        | Eliminato (Giorno 15)     | Eliminato (Giorno 15)        | Eliminato (Giorno 15)                   | Eliminato (Giorno 15)          | Eliminato (Giorno 15)    | Eliminato (Giorno 15)   | Eliminato (Giorno 15)                                       | Eliminato (Giorno 15)             | Eliminato (Giorno 15)      | Eliminato (Giorno 15)        | Eliminato (Giorno 15)          | Eliminato (Giorno 15)                     | Eliminato (Giorno 15)             | Eliminato (Giorno 15)            | Eliminato (Giorno 15)            | 7                           |
| Annotazioni | Vedi note 1 e 2            | Vedi nota 3                                         | Vedi note 4 e 5                      | Vedi nota 6               | Vedi note 7 e 8       | Vedi note 9 e 10             | Vedi nota 11              | Vedi nota 12 e 13            | Vedi nota 14                            | Vedi nota 15                   | Nessuna                  | Vedi nota 16            | Vedi nota 17                                                | Vedi nota 18                      | Nessuna                    | Vedi nota 19                 | Vedi nota 20                   | Vedi nota 21                              | Vedi note 22 e 23                 | Vedi nota 24                     | Vedi nota 24                     |                             |
| Nominati    | Annachiara Fabrizio        | Annachiara Ferdi Leonia                             | Marco Siria Vittorio                 | Alberto Annachiara Nicola | Nomination annullate  | Annachiara Vittorio          | Alberto Gerry Tommaso     | Claudia Ferdi Laura Marcello | Cristina Francesca Laura Monica Roberto | Alberto Monica Vittorio Monica | Cristina Monica          | Gerry Marcello          | Alberto Cristina Ferdi Francesca Gianluca Marcello Vittorio | Alberto Francesca Roberto Vanessa | Francesca Marcello Roberto | Marcello                     | Ferdi Francesca Marcello Siria | Alberto Cristina Ferdi Francesca Marcello | Cristina Ferdi Francesca Marcello | Cristina Ferdi Gianluca Marcello | Cristina Ferdi Gianluca Marcello |                             |
| Ritirati    | Nessuno                    | Daniela                                             | Nessuno                              | Nessuno                   | Nessuno               | Nessuno                      | Nessuno                   | Nessuno                      | Nessuno                                 | Nessuno                        | Nessuno                  | Nessuno                 | Nessuno                                                     | Nessuno                           | Nessuno                    | Nessuno                      | Nessuno                        | Nessuno                                   | Nessuno                           | Nessuno                          | Nessuno                          |                             |
| Espulsi     | Nessuno                    | Nessuno                                             | Federica                             | Nessuno                   | Paolo                 | Nessuno                      | Nessuno                   | Nessuno                      | Nessuno                                 | Nessuno                        | Nessuno                  | Nessuno                 | Nessuno                                                     | Nessuno                           | Nessuno                    | Nessuno                      | Nessuno                        | Nessuno                                   | Nessuno                           | Nessuno                          | Nessuno                          |                             |
|             | Carmine Jessica            | Andrea Debora Fabio Sara Stefano Valentina Vincenzo | Debora Fabio Jessica Michael Stefano | Luigi Marta Matteo Monia  | Giorgia Giorgio       | Carmine Denise               | David Mirko               | Addise Carmine               | Carmine Ivan Martina                    | Carmine Erika                  |                          |                         |                                                             |                                   |                            |                              |                                |                                           |                                   |                                  |                                  |                             |
| Eliminati   | Fabrizio 62% per eliminare | Leonia 46% per eliminare                            | Marco 70% per eliminare              | Nicola 55% per eliminare  | Nomination annullate  | Annachiara 78% per eliminare | Tommaso 56% per eliminare | Claudia 55% per eliminare    | Laura 32% per eliminare                 | Monica 44% per salvare         | Monica 71% per eliminare | Gerry 88% per eliminare | Vittorio 27% per eliminare                                  | Vanessa 68% per eliminare         | Roberto 49% per eliminare  | Marcello - salvo al televoto | Siria 63% per eliminare        | Alberto 37% per eliminare                 | Francesca 59% per eliminare       | Gianluca 4% (su 4)               | Cristina 14% (su 3)              |                             |
| Eliminati   | Fabrizio 62% per eliminare | Leonia 46% per eliminare                            | Marco 70% per eliminare              | Nicola 55% per eliminare  | Nomination annullate  | Annachiara 78% per eliminare | Tommaso 56% per eliminare | Claudia 55% per eliminare    | Laura 32% per eliminare                 | Monica 44% per salvare         | Monica 71% per eliminare | Gerry 88% per eliminare | Vittorio 27% per eliminare                                  | Vanessa 68% per eliminare         | Roberto 49% per eliminare  | Marcello - salvo al televoto | Siria 63% per eliminare        | Alberto 37% per eliminare                 | Francesca 59% per eliminare       | Marcello 35% (su 2)              | Ferdi 65% per vincere            |                             |

- Nota 1: I concorrenti che possono essere nominati sono i cinque meno graditi dal pubblico, che durante la prima settimana ha votato per decretare le immunità dalla nomination. Annachiara, Fabrizio, Siria, Vanessa e Vittorio sono risultati i meno votati. Alberto, eletto preferito della settimana, ha avuto la possibilità di rimuovere uno dei cinque concorrente sopraccitati dalla rosa dei nominabili. Egli ha scelto Vittorio.
- Nota 2: Entrano in gioco Gerry e Leonia, che in qualità di nuovi concorrenti, sono immuni dalle nomination.
- Nota 3: Daniela è immune dalle nomination in quanto migliore della settimana.
- Nota 4: I concorrenti che possono essere nominati sono i quattro meno graditi dal pubblico, che durante la terza settimana ha votato per decretare le immunità dalla nomination. Nicola, Marco, Siria e Vittorio sono risultati i meno votati.
- Nota 5: Federica viene espulsa dal gioco per aver infranto le regole del Grande Fratello.
- Nota 6: Entra in gioco Laura, che in qualità di nuovo concorrente, è immune dalle nomination. Alberto è il preferito della settimana, ma non è immune dalla nomination.
- Nota 7: La diretta, per un grave guasto tecnico, termina prima della conclusione delle nomination, in particolare soltanto dopo le nomination di Siria e Ferdi. Viene quindi tutto annullato, ma durante la puntata del 23 febbraio 2009, c'è stato comunque un concorrente che ha abbandonato la casa.
- Nota 8: Paolo viene espulso dal gioco per aver infranto le regole del Grande Fratello
- Nota 9: Annachiara, Claudia e Vittorio sono i concorrenti scelti da Marcello per l'eliminazione. I concorrenti scelgono chi dei tre salvare. Claudia con 4 voti, risulta la più votata ed è quindi salva. Annachiara e Vittorio sono i candidati al televoto.
- Nota 10: In qualità di nuovo concorrente, Tommaso è immune dall'eliminazione.
- Nota 11: A causa di una maggioranza di uomini all'interno della casa, tutte le donne sono immuni dalla nomination, ma dovranno ugualmente eseguire la nomination.
- Nota 12: Alberto, eletto preferito della settimana da parte del pubblico, è immune dalle nomination. Cristina in quanto migliore della settimana, è immune dalle nomination.
- Nota 13: Roberto, Monica e Francesca, in qualità di nuovi concorrenti, sono immuni dalle nomination.
- Nota 14: Siria, in quanto migliore della settimana, è immune dalle nomination.
- Nota 15: La produzione assegna a Ferdi il compito di nominare tre concorrenti, la scelta cade su Alberto, Monica e Vittorio. Gli altri inquilini devono scegliere, tramite una votazione, chi dovrà abbandonare la casa. Monica risulta la più votata e dovrebbe ipoteticamente lasciare il gioco, ma in realtà viene aperto un televoto che determina se Monica possa restare o meno all'interno della casa. Il pubblico sceglie di farla rimanere e la concorrente rientra nella casa.
- Nota 16: Tutti gli uomini, tranne Gianluca, immune dalla votazione, sono candidati all'eliminazione. Le donne devono decidere chi salvare dalla nomination. Francesca sceglie Ferdi, mentre Vanessa salva Alberto, Siria opta per Vittorio mentre Cristina per Roberto. In nomination vanno i due non salvati: Gerry e Marcello. Gerry viene eliminato
- Nota 17: Vanessa, in quanto migliore della settimana, è immune dalle nomination.
- Nota 18: Giovedì 2 aprile, a soli tre giorni dalla diretta precedente, c'è stata un'altra puntata del Grande Fratello.
- Nota 19: Gli uomini sono tutti nominati. Le tre donne rimaste in gara sono chiamate a salvare uno di loro. Francesca sceglie Ferdi, Cristina salva Gianluca e Siria opta per Alberto. Marcello, non essendo stato salvato, avrebbe dovuto essere eliminato, ma è stato salvato dal pubblico tramite un televoto.
- Nota 20: Alberto, in quanto migliore della settimana, è immune dalle nomination.
- Nota 21: Tramite una votazione, i concorrenti sono chiamati a scegliere il primo finalista del Grande Fratello, in caso di parità, sarebbero andati al televoto gli inquilini più votati e sarebbe stato il pubblico a prendere l'ultima decisione. In questa votazione, i concorrenti hanno avuto anche la possibilità di autovotarsi.
- Nota 22: I concorrenti sono chiamati ad esprimere due nomination. Al televoto sarebbero dovuti andare i tre più votati, ma poiché Cristina e Marcello sono risultati, con 3 voti, i più votati, Ferdi e Francesca, entrambi con due voti, sono andati entrambi al televoto.
- Nota 23: In quanto finalista, Gianluca è immune dalle nomination.
- Nota 24: Il voto del pubblico non è più per "chi vuoi eliminare" ma per "chi vuoi che vinca".

## Episodi di particolare rilievo
- A partire da quest'anno, su SKY non è stato più SKY Vivo il canale che trasmette la diretta dalla casa 24 ore su 24, bensì SKY Show dove vi è stato un mosaico interattivo con quattro finestre che ha permesso di scegliere quale stanza della casa mettere in primo piano, ed è anche l'ultima edizione con la diretta 24 ore su 24 su Sky.
- Geronimo "Gerry" Longo è stato il primo concorrente non vedente a prendere parte al reality.
- Per la prima volta c'è stato un cross-over tra edizioni, quella italiana con quella spagnola, il Gran Hermano (trasmesso da Telecinco, facente parte di Mediaset). A due concorrenti, Doroti Polito e Leonia Coccia, che avrebbero dovuto partecipare a questa nona edizione, è stato fatto credere di essere state selezionate per l'edizione spagnola, così sono subito partite per Madrid ed entrate nella casa del Gran Hermano, dove sono state accolte dai concorrenti del posto, in gioco già da 15 settimane. In realtà le due concorrenti italiane sono entrate a far parte del Grande Fratello nella puntata del 12 gennaio 2009 quando la conduttrice Alessia Marcuzzi si è collegata con la Spagna e ha svelato loro tutta la verità. In seguito tra le due è stato aperto un televoto e il pubblico italiano ha deciso chi sarebbe entrata all'interno della casa. La vincitrice, Leonia Coccia, è tornata in Italia il 14 gennaio ed è entrata a far parte del programma nel corso della seconda puntata del 19 gennaio 2009, per l'altra, invece, Doroti Polito, il reality è giunto al termine.
- Il 9 gennaio 2009, durante una puntata del programma televisivo Matrix, condotto da Enrico Mentana, è stato mostrato un video che ha svelato in anteprima il nome e l'identità di uno dei concorrenti: Gianluca Zito, trentaduenne napoletano.[5]
- Il 23 gennaio 2009, la C.A.I., ha aperto una contestazione disciplinare nei confronti della concorrente Daniela Martani[6], la quale, prima di entrare nella casa, aveva firmato un contratto lavorativo a tempo indeterminato con l'azienda. La concorrente avrebbe dovuto prendere servizio il 22 gennaio 2009 sul volo Roma - Tokyo, ma non si è presentata all'appuntamento poiché rinchiusa all'interno della casa Grande Fratello e la sua assenza è stata ritenuta ingiustificata. La concorrente ha avuto disposizione sei giorni per fornire delle risposte in merito alla questione, dopodiché, nella puntata del 2 febbraio 2009 ha volontariamente abbandonato la casa per difendere il suo posto di lavoro.[7]
- Il 4 febbraio 2009, nella casa del Grande Fratello scoppia un'accesa discussione tra i concorrenti Gianluca Zito e Federica Rosatelli, con quest'ultima che gli lancia addosso un bicchiere di vetro che egli riesce prontamente a evitare. In seguito tra i due ha inizio una lite furibonda che sarebbe sfociata in qualcosa di più pesante se non ci fosse stato l'intervento degli altri concorrenti. I partecipanti hanno poi chiesto in massa l'espulsione di Federica, minacciando che altrimenti se ne sarebbero andati via loro. Dopo tale episodio, il Grande Fratello ha espulso Federica dal gioco nella diretta del 9 febbraio 2009.[8]
- La puntata del 9 febbraio 2009 (quinto appuntamento dell'edizione) è stata oggetto di feroci critiche da parte dell'opinione pubblica. I fatti: alle ore 20:10 di quella sera si apprende del decesso di Eluana Englaro. Immediatamente Enrico Mentana chiede alla rete di poter andare in onda con uno speciale in prima serata di Matrix, ma ciò gli viene vietato e si preferisce mandare in onda regolarmente la puntata del reality. A seguito di questa aspra polemica, lo stesso Mentana rassegna le proprie dimissioni, immediatamente accettate. Inoltre Matrix viene sospeso. Ulteriore conseguenza è lo stato di agitazione proclamato dal TG5, per solidarietà rispetto a quanto accaduto.[9] Mentana, in un certo senso, è stato "sconfitto" dal pubblico: nella sfida in prima serata tra Porta a Porta (sulla morte di Eluana Englaro) e il Grande Fratello, il Grande Fratello ha vinto mettendo a segno il record di ascolto di tutta la stagione.
- Nella puntata di lunedì 16 febbraio 2009, il Grande Fratello ha ospitato nella casa Sabrina Salerno che ha cantato, con i ragazzi, in occasione della prova canora, la canzone Siamo donne. In puntata era previsto anche l'ingresso di Pamela Prati che avrebbe dovuto aiutare i ragazzi a cantare Don't Let Me Be Misunderstood, ma un blackout improvviso non ha consentito di effettuare la seconda manche della prova. Il giorno dopo, durante un collegamento con il telegiornale satirico Striscia la notizia, la showgirl è entrata nella casa e la prova settimanale è stata portata a termine.
- Durante la puntata del 16 febbraio 2009, negli attimi che hanno preceduto l'ingresso nella casa del concorrente Paolo, la casa, per un principio d'incendio nella regia della casa stessa, è rimasta completamente isolata, e la diretta 24 ore su 24 di Mediaset Premium e Sky è stata interrotta. Alessia Marcuzzi, nel bel mezzo della diretta, è stata quindi costretta a chiudere la trasmissione circa 25 minuti prima del previsto, non riuscendo neanche a terminare la prova, dato che vi era ancora da svolgere la seconda manche. La manche canora è stata eseguita durante la puntata del 17 febbraio 2009 del tg satirico Striscia la notizia che ha effettuato un collegamento con la casa nella quale vi era presente anche Alessia Marcuzzi, che ha invitato i concorrenti a sostenere la prova. Il tutto si è svolto in concomitanza con l'apertura del 59º Festival di Sanremo.
- Durante la giornata del 21 febbraio, i ragazzi hanno avuto una discussione con il concorrente Paolo, che riteneva inopportuno giocare con il pallone in presenza di persone a cui il gioco infastidiva. Ne deriva una lite furibonda, alla fine della quale Paolo si è recato nella stanza delle donne, nella quale erano presenti Siria e Annachiara, e si abbandona ad una scena di nudismo integrale, spogliandosi e ignorando le regole del Grande Fratello. La produzione ha deciso quindi di sospenderlo in un primo momento per poi espellerlo a causa di irrispettosità nei confronti delle regole.
- Nella puntata del 23 febbraio 2009, è stata presentata "La Grotta", che viene in seguito denominata "La Catapecchia", una zona della casa sconosciuta ai concorrenti eccetto Marcello e Gianluca, ai quali è stato concesso, mediante una burla scherzosa, di accedere all'interno della stanza, al costo di non rivelare a nessun altro concorrente in gioco l'esistenza di quest'ultima. In tal caso, la punizione sarebbe risultata "pesante". I concorrenti hanno inscenato, dunque, una sorpresa da parte di pornostar inesistenti per dare credibilità alla loro assenza. Durante la settimana, il Grande Fratello ha affidato ai due "agenti segreti" (denominati 030 e 081 per i rispettivi prefissi telefonici delle loro città natali) diverse missioni durante le quali veniva loro concesso gustarsi interi piatti di profiteroles o di aragoste con tanto di champagne, mentre all'interno della casa veniva patita la fame per lo scarso budget settimanale.
- Nella puntata del 2 marzo 2009, dopo 9 anni dalla loro permanenza, sono tornati 4 concorrenti che hanno partecipato al Grande Fratello 1, cioè Cristina, Salvo, Maria Antonietta e Sergio, che hanno lanciato una sfida ai ragazzi della nona edizione.[10] Nella stessa puntata, è stata ripresa una tecnica adottata durante la sesta edizione: l'intero spazio è stato suddiviso in due aree: la Casa, quella precedentemente nota, dotata di piscina e di agi, e la Catapecchia, dall'ambiente simile ad una stalla priva di comodità e dotata di un semplice bagno turco.
- Dal 50º giorno, con l'ingresso di Roberto, Monica e Francesca, la nona edizione del Grande Fratello è ufficialmente considerata quella che ha ospitato più concorrenti di tutte le altre edizioni, per un totale di 23 ingressi.
- Nella puntata infrasettimanale di giovedì 2 aprile 2009, la casa ha ospitato il conduttore televisivo Gerry Scotti che ha condotto un'edizione speciale del suo quiz televisivo "Chi vuol essere milionario?", sottoponendo i concorrenti alle domande del suo famoso gioco a premi.
- Nella puntata del 9 marzo 2009 (ottavo appuntamento dell'edizione) il Grande Fratello ha organizzato il blitz di due conigliette di Playboy Italia (ovvero Sarah Nile e Cristina De Pin), le quali fanno la loro apparizione insieme alla mamma di Gianluca. L'imprenditore napoletano ha un tuffo al cuore vedendo la madre (e le promette che non abbandonerà più l'Italia) e lascia andare le due Playmate che raggiungono Vittorio nel confessionale per un breve show che dovrebbe far ingelosire Gianluca. Ma lui non fa una piega: è troppo preso dall'amore filiale. Inoltre, sempre in tale puntata, c'è stata una sorpresa pure per Marcello: proprio al panettiere è riservato un telefono che lo attende nel confessionale e dall'altro lato della cornetta c'è suo padre, che non sente da anni. Poi si è discusso molto degli amori di Vanessa, ovvero della sua diatriba con l'ormai ex-concorrente Marco, e, infine, il televoto ha deciso l'eliminazione di Claudia[11].
- Il 6 aprile 2009, alle ore 3:32, il centro Italia ha avvertito una forte scossa di terremoto di magnitudo 6,2 che ha colpito la città dell’Aquila, provocando centinaia di vittime. Il sisma è stato percepito anche a Roma dai concorrenti del Grande Fratello: la produzione ha quindi chiesto ai ragazzi di svegliarsi, di uscire dalla casa e andare in giardino per salvaguardare la loro sicurezza. In merito a questi tragici eventi, la puntata serale del lunedì è slittata prima a giovedì 9 aprile 2009 poi confermata per mercoledì 8 aprile 2009.[12] Il giorno seguente, un'altra scossa ha turbato la vita all'interno della casa.
- Dopo essere stati informati del terremoto dell'Aquila e dello slittamento della puntata da lunedì a mercoledì, i concorrenti hanno deciso di rispettare un minuto di silenzio in memoria delle vittime del sisma che ha sconvolto l'Abruzzo. Per la quinta volta la realtà è entrata a far parte del reality: già nel 2001 (in forma indiretta), in seguito agli attentati dell'11 settembre (accaduti tre giorni prima del previsto inizio del programma), la prima puntata della seconda edizione venne posticipata di una settimana; poche settimane più tardi ai partecipanti della medesima edizione venne comunicato l'inizio della Guerra in Afghanistan ad opera degli Stati Uniti; i concorrenti della terza edizione, furono informati tramite un videomessaggio (e una bandiera della pace lanciata dalle Iene) della guerra in Iraq, mentre nella quinta edizione del 2004 la D'Urso diede notizia agli inquilini della liberazione delle due volontarie Simona Pari e Simona Torretta, rapite in precedenza in Iraq.
Tra l'altro, è la seconda volta che la Casa viene scossa da un terremoto: già nell'edizione precedente, i concorrenti, durante la penultima settimana, furono colpiti da un terremoto, anche se di intensità notevolmente minore.
- Lunedì 6 aprile 2009, lo spazio di Pomeriggio Cinque dedicato al Grande Fratello è stato completamente annullato, mentre il giorno seguente, il 7 aprile, la trasmissione è stata mandata regolarmente in onda allo scopo di trattare esclusivamente le varie vicende relative alle conseguenze del terremoto. Di conseguenza, lo spazio riservato al "Grande Fratello" è stato ovviamente annullato, così come il 10 aprile, giorno dei funerali delle più di 300 vittime.
- Durante la puntata dell'8 aprile 2009, sono entrati all'interno dell'Arena tre ex-concorrenti dell'ottava edizione, che hanno sfidato i concorrenti attuali in una gara a "Tira la fune": Gian Filippo, Roberto e Mario.
- Durante il 93º giorno, una discussione tra Gianluca e Ferdi è sfociata in una sorta di rissa, seguita da una forte spinta da parte del concorrente napoletano che ha accusato il montenegrino di aver utilizzato il suo passato e la sua identità rom per arrivare in finale. Durante la sera, i concorrenti si sono scusati e chiariti; il Grande Fratello ha dunque evitato ogni tipo di provvedimento.
- Nella puntata finale, ospiti di rilievo sono stati l'attore Walter Nudo e la showgirl Belén Rodríguez.

## Sommario settimanale
Ogni settimana nella casa del Grande Fratello si sono svolte, prove, nomination ed eliminazione; ecco una tabella che riassume in ordine cronologico questi eventi.
| Settimana 1      | Ingressi      | Giorno 1: Cristina, Marcello, Claudia, Federica, Nicola, Daniela, Fabrizio, Marco, Vanessa, Ferdi, Vittorio, Annachiara, Gianluca, Siria e Alberto sono entrati nella casa del Grande Fratello. |
| Settimana 1      | Televoto      | Giorno 1: I concorrenti erano tutti candidati al televoto, il pubblico doveva decidere il preferito della settimana. Giorno 8: In seguito alla chiusura del televoto, Alberto è stato eletto "il preferito della settimana". |
| Settimana 2      | Ingressi      | Giorno 8: Gerry e Leonia sono entrati nella casa del Grande Fratello. |
| Settimana 2      | Prova         | Giorno 11: La prima prova settimanale, soprannominata 'full immersion', consisteva nel rispondere ogni giorno ad alcuni quesiti di cultura generale. I concorrenti erano divisi in due gruppi ed avevano quarantacinque minuti per rispondere ad ogni domanda. Durante lo svolgimento della prova essi erano isolati nella stanza relax. I due gruppi di gioco erano: Vanessa, Vittorio, Gianluca, Marcello, Leonia, Alberto, Siria e Federica contro Ferdi, Daniela, Annachiara, Gerry, Cristina, Claudia, Nicola e Fabrizio. Giorno 15: Si è svolta la manche finale della prova settimanale, che era suddivisa in due round. Nel primo round hanno gareggiato Gianluca e Marcello che hanno risposto correttamente ad una domanda. Nel secondo round invece, hanno gareggiato Cristina e Federica che hanno risposto a cinque domande, di conseguenza il Grande Fratello ha deciso che la prova è stata superata. I concorrenti la settimana successiva hanno avuto un budget settimanale di circa 30 € a testa. |
| Settimana 2      | Eliminazione  | Giorno 8: Annachiara e Fabrizio erano i nominati della settimana. Giorno 15: Fabrizio è stato con il 62% dei voti, il primo concorrente eliminato dal Grande Fratello. |
| Settimana 3      | Prova         | Giorno 19: Questa settimana, i ragazzi, a coppie e a turno, dovevano restare sott'acqua il più a lungo possibile, scambiandosi le magliette, mentre una terza persona cronometrava il tempo di resistenza in apnea. Gerry non ha partecipato alla prova poiché le sue doti fisiche non glielo hanno permesso. Giorno 22: A causa dei tempi ristretti della puntata serale, la verifica della prova settimanale non è stata effettuata. |
| Settimana 3      | Eliminazione  | Giorno 15: Annachiara, Ferdi e Leonia erano i nominati della settimana. Giorno 22: Daniela ha abbandonato volontariamente la casa del Grande Fratello. Leonia è stata la seconda concorrente eliminata dal Grande Fratello. (percentuale di voti ignota). |
| Settimana 4      | Prova         | Giorno 26: Questa settimana i ragazzi dovevano completare una catena di moschettoni che dovevano essere recuperati dal fondo della piscina. Essi avevano solo cinque possibilità per risalire e prendere aria e inoltre erano divisi in tre gruppi, ognuno formato da due coppie; ogni gruppo aveva cinque minuti a disposizione per portare a termine il proprio lavoro. I tre gruppi erano: le cernie, formate da Vittorio, Cristina, Siria ed Alberto; i polpi, folmati da Gianluca, Claudia, Marco ed Annachiara e le triglie, formate da Federica, Marcello, Nicola e Vanessa. Giorno 29: La prova settimanale, anche se non è stata effettuata, è stata considerata superata, i concorrenti la settimana successiva hanno avuto un budget settimanale di circa 20 € ciauscuno. |
| Settimana 4      | Eliminazione  | Giorno 22: Marco, Siria e Vittorio erano i nominati della settimana. Giorno 29: Federica è stata squalificata dal gioco. Marco è stato con il 70% dei voti, il terzo concorrente eliminato dal Grande Fratello. |
| Settimana 5      | Ingresso      | Giorno 29: Laura è entrata nella casa del Grande Fratello in sostituzione di Daniela. |
| Settimana 5      | Prova         | Giorno 31: La prova di questa settimana era basata sul canto. Il Grande Fratello aveva scelto cinque canzoni che ogni concorrente doveva riuscire ad imparare a memoria. Questa settimana non c'era nessuna divisione a squadre, i concorrenti dovevano fare un lavoro di squadra. Le canzoni scelte dalla produzione erano: La solitudine di Laura Pausini; Vattene amore di Amedeo Minghi e Mietta; Siamo donne di Jo Squillo e Sabrina Salerno; Xdono di Tiziano Ferro; Don't Let Me Be Misunderstood. Giorno 36: Nella prima manche della prova, Cristina, Laura e Vittorio hanno cantato Siamo donne con l'aiuto di Sabrina Salerno, ospite della puntata. La prova risulta incompleta a causa di un guasto tecnico che ha interrotto il collegamento con i ragazzi e che non ha consentito di effettuare la seconda manche della prova, le nomination e l'entrata dei due nuovi concorrenti; Paolo e Tommaso. Non vi è migliore e non vi è preferito. Giorno 37: In seguito al guasto tecnico del giorno precedente, che ha impedito lo svolgimento della seconda manche della prova settimanale, il telegiornale satirico Striscia la notizia, nella puntata del 17 febbraio 2009, ha effettuato un collegamento con la casa del Grande Fratello, nella quale era presente anche la conduttrice Alessia Marcuzzi, che ha invitato i concorrenti a sostenere la prova canora per cui si erano esercitati tanto durante la settimana. I ragazzi hanno cantato Don't Let Me Be Misunderstood con l'aiuto della showgirl Pamela Prati, ospite d'eccezione. L'esito della prova non fu reso. |
| Settimana 5      | Eliminazione: | Giorno 29: Annachiara, Alberto e Nicola erano i nominati della settimana. Giorno 36: Nicola è stato, con il 55% dei voti, il quarto concorrente eliminato dal Grande Fratello. |
| Settimana 6      | Ingressi:     | Giorno 36: Tommaso e Paolo sono entrati nella casa del Grande Fratello in sostituzione di Federica. |
| Settimana 6      | Punizione:    | Giorno 41: Paolo dopo aver litigato con alcuni dei suoi coinquilini, si è diretto in camera dove si è svestito completamente rimanendo nudo. Il Grande Fratello ha preso provvedimenti nei suoi confronti e ha deciso di sospenderlo, rinchiudendolo in una camera blindata e vietandogli di parlare con gli altri ragazzi della casa. Dopo alcune ore in isolamento, il concorrente è stato squalificato dal gioco. |
| Settimana 6      | Prova         | Giorno 42: I concorrenti dovevano sostenere una prova di scarabeo sott'acqua. Essi erano suddivisi in coppie, ogni coppia aveva come scopo quello di formare la parola più lunga possibile con le lettere poste sul fondo della piscina. Gli accoppiamenti erano: Vittorio e Laura, Alberto e Cristina, Marcello e Claudia, Vanessa e Ferdi, Gianluca e Annachiara e infine Siria e Tommaso. Gerry non partecipa alla prova. Giorno 43: È stata sostenuta la manche finale della prova settimanale, il cui regolamento non prevedeva che i concorrenti sostenessero uno scarabeo, bensì che si baciassero bocca a bocca sott'acqua per un tempo stabilito dal Grande Fratello. La prima coppia che ha sostenuto la prova è stata quella formata da Alberto e Cristina seguiti da Gianluca e Siria e Laura e Vittorio. Complessivamente i tre gruppi di concorrenti hanno totalizzato 1 minuto e 29 secondi di resistenza in apnea. Dato che il tempo previsto per il superamento della prova era di 2 minuti e 30 secondi, la prova fallisce. La settimana successiva i concorrenti hanno avuto un budget complessivo di 120 €. |
| Settimana 6      | Eliminazione  | Giorno 41: Paolo è stato squalificato dal gioco. Giorno 43: In seguito alle mancate nomination della settimana precedente, il Grande Fratello ha assegnato a Marcello il compito di nominare tre concorrenti di cui uno è stato salvato da una votazione fatta dagli altri concorrenti della casa. Marcello ha nominato Annachiara, Claudia, Vittorio. In seguito alla votazione dei concorrenti, Claudia è stata salvata. Annachiara e Vittorio erano i nominati. Annachiara è stata, con il 78% dei voti, la quinta concorrente eliminata dal Grande Fratello. |
| Settimana 7      | Prova         | Giorno 47: I concorrenti, che erano suddivisi a gruppi di quattro, dovevano sostenere una prova di atletica. Essi ogni giorno, erano chiamati ad allenarsi in un'arena posta all'interno della casa. I quattro gruppi di concorrenti erano: 1º gruppo: Alberto, Claudia, Ferdi e Laura, 2º gruppo: Cristina, Gianluca, Tommaso e Vanessa, 3º gruppo: Gerry, Marcello, Siria e Vittorio. Giorno 50: È stata sostenuta la manche finale della prova settimanale. I concorrenti si sono confrontati con quattro ex concorrenti del Grande Fratello 1. Si sono quindi venuti a formare due squadre, quella del GF1 composta da Cristina Plevani, Maria Antonietta Tilloca, Salvo Veneziano e Sergio Volpini e quella del GF9 composta da Alberto, Cristina, Ferdi e Vanessa. Questi ultimi hanno ottenuto la vittoria. Quindi, la prova, è stata automaticamente superata. La settimana successiva i concorrenti hanno avuto un budget di 30 € ciascuno. |
| Settimana 7      | Eliminazione  | Giorno 43: Alberto, Gerry e Tommaso erano i nominati della settimana. Giorno 50: Tommaso è stato, con il 56% dei voti, il sesto concorrente eliminato dal Grande Fratello. |
| Settimana 8      | Prova         | Giorno 53: I concorrenti dovevano cercare di approfondire ciò che riguarda 'l'amore e sesso': la prova consisteva nell'imparare a memoria frasi d'amore, per poi recitarle e commentarle. In base alla frase, in seguito, i concorrenti dovevano confrontare le proprie opinioni anche sulla base delle proprie esperienze personali. Giorno 57: Manche finale della prova settimanale: Cristina, che rappresentava il gruppo della catapecchia, e Marcello che rappresentava il gruppo della casa, erano immersi in una vasca piena d'acqua e dovevano rispondere alle domande su amore e sesso. Per ogni risposta errata è stato gettato nella grande tinozza un secchio di cubetti di ghiaccio. Cristina è riuscita ad aggiudicarsi una risposta corretta, mentre Marcello non sopportando il freddo dell'acqua e del ghiaccio si è ritirato dalla prova. Il gruppo della catapecchia ha automaticamente vinto la prova. |
| Settimana 8      | Ingressi      | Giorno 50: Roberto, Francesca e Monica sono entrati nella casa del Grande Fratello in sostituzione di Paolo. |
| Settimana 8      | Divisione     | Giorno 50: I concorrenti sono stati divisi in due gruppi distinti. Il primo, capitanato da Gianluca e formato da Claudia, Cristina, Monica, Roberto, Siria e Vittorio ha vissuto per l'intera settimana nella "Grotta", il secondo, capitanato da Alberto e composto da Ferdi, Francesca, Gerry, Laura, Marcello e Vanessa ha continuato a vivere all'interno della casa del Grande Fratello. Inoltre i concorrenti della grotta, a differenza di quelli della casa, hanno avuto un budget di 10 € ciascuno e non di 30 €. |
| Settimana 8      | Eliminazione  | Giorno 50: Claudia, Ferdi, Laura e Marcello erano i nominati della settimana. Giorno 57: Claudia è stata, con il 55% dei voti, la settima concorrente eliminata dal Grande Fratello. |
| Settimana 9      | Divisione     | Giorno 58: Anche questa settimana i concorrenti erano divisi in due gruppi distinti, il primo formato da: Cristina, Gerry, Monica, Roberto, Gianluca, Siria e Vittorio ha vissuto nella casa del Grande Fratello, il secondo formato da: Alberto, Ferdi, Francesca, Laura, Marcello e Vanessa vivrà nella "Grotta". Giorno 60: Il Grande fratello ha dato la possibilità agli inquilini della Catapecchia di aumentare il loro budget settimanale di 30 € euro a patto che due abitanti della casa ricca decidessero di trasferirsi nella parte povera. Ogni gruppo doveva prendere autonomamente una decisione. Entrambi i gruppi erano d'accordo. I nomi proposti per il trasferimento erano quelli di Roberto e Monica. Il Grande Fratello ha accettato la proposta. I nuovi gruppi erano: Gruppo della casa: Cristina, Gerry, Gianluca, Siria e Vittorio. Gruppo della catapecchia: Alberto, Ferdi, Francesca, Laura, Marcello, Monica, Roberto e Vanessa. |
| Settimana 9      | Prova         | Giorno 62: Per la prova settimanale, ognuno degli abitanti della casa doveva presentare quattro parenti, spiegare il grado di parentela, la professione e quattro caratteristiche particolari. I dettagli venivano scritti su cartoncini colorati che sono stati appesi all'interno della casa per permettere a tutti di memorizzare i dati. Giorno 64: Manche finale della prova settimanale: Vittorio ha trovato quattro persone all'interno della catapecchia: tre di loro erano parenti dei suoi compagni mentre uno era l'intruso. Vittorio ha avuto tre tentativi per scovare l'intruso tramite i giusti abbinamenti ma, al primo colpo ha sbagliato ed ha eliminato il fratello di Gianluca. Al secondo colpo ha eliminato il parente di Marcello e le possibilità di indovinare si sono ridotte al 50%. Al terzo tentativo Vittorio è riuscito ad indovinare l'intruso e a riconoscere il terzo parente, cioè il fratello di Alberto, aggiudicandosi 150 € di budget. |
| Settimana 9      | Eliminazione  | Giorno 57: Cristina, Francesca, Laura, Monica e Roberto erano i nominati della settimana. Giorno 64: Laura è stata, con il 32% dei voti, l'ottava concorrente eliminata dal Grande Fratello. La produzione ha assegnato a Ferdi il compito di nominare tre concorrenti, la scelta è caduta su Alberto, Monica e Vittorio. Gli altri inquilini dovevano scegliere, tramite una votazione chi avrebbe dovuto abbandonare la casa. Monica è risultata la più votata e avrebbe dovuto ipoteticamente lasciare il gioco, ma in realtà è stato aperto un televoto che ha determinato se Monica potesse rimanere o meno all'interno della casa. Il pubblico ha scelto di farla rimanere e la concorrente è quindi rientrata nella casa. |
| Settimana 10     | Prova         | Giorno 67: I concorrenti, per la prova di questa settimana, dovevano ballare e cantare, allestendo uno show tutto loro. Nella casa sono stati recapitati quattro DVD che contenevano diverse coreografie cantate. Le tracce erano le seguenti: 'Fatti più in là'; 'Buonasera dottore'; 'La notte è piccola per noi' e 'Carina'. I ragazzi dovevano allenarsi cercando di imparare a memoria le canzoni e le coreografie. Giorno 71: Durante lo svolgimento della puntata serale, è stata sostenuta la manche finale della prova settimanale; la prima esibizione ha coinvolto Francesca, Gianluca, Gerry e Roberto che hanno ballato e cantano sulle note di 'Carina' con costumi tipici degli anni cinquanta. La seconda esibizione è stata svolta da Alberto, Vittorio e Ferdi sulle note di 'Fatti più in là'. I tre erano travestiti da donna. Infine, è stato il turno di Vanessa, Siria, Marcello e Cristina con il brano 'Buonasera dottore'. L'esito della prova è risultato positivo. I concorrenti la settimana successiva hanno avuto un budget di 30 € ciuscuno. |
| Settimana 10     | Divisione     | Giorno 64: Non c'è stata alcuna divisione, i concorrenti hanno vissuto per l'intera settimana all'interno della casa. |
| Settimana 10     | Eliminazione  | Giorno 64: Cristina e Monica erano le nominate della settimana. Giorno 71: Monica è stata, con il 71% dei voti, la nona concorrente eliminata dal Grande Fratello. Questa settimana c'è stata una seconda eliminazione: gli uomini erano tutti nominati. Le donne dovevano decidere chi di loro salvare. Francesca ha scelto Ferdi, mentre Vanessa ha salvato Alberto, Siria ha optato per Vittorio mentre Cristina per Roberto. In nomination sono andati i due non salvati: Gerry e Marcello. Gerry è stato, con l'88% dei voti, il decimo concorrente eliminato dal Grande Fratello. |
| Settimana 11     | Prova         | Giorno 76: In coppia, i concorrenti, dovevano studiare la vita, le opere e le gesta di personaggi storici, del presente e del passato quali Alessandro Manzoni, Leonardo da Vinci, Poppea, Giovanna d'Arco, Dante Alighieri, Napoleone Bonaparte ed altri. Giorno 78: I concorrenti che hanno sostenuto la prova settimanale dovevano vestirsi come i protagonisti delle storie di cui parlavano. La prima manche è stata sostenuta dalla coppia Francesca-Gianluca, che erano vestiti rispettivamente da Giovanna d'Arco e Dante Alighieri. Nella seconda manche hanno gareggiato Marcello e Vanessa che hanno parlato di Napoleone Bonaparte e Penelope. In totale, i ragazzi hanno raggiunto sette risposta esatte, ma il Grande Fratello ne voleva dieci. La prova quindi non è stata superata. La settimana successiva il Grande Fratello hanno avuto un budget complessivo di 90 €. |
| Settimana 11     | Eliminazione  | Giorno 71: Alberto, Cristina, Ferdi, Francesca, Gianluca, Marcello e Vittorio erano i nominati della settimana. Giorno 78: Vittorio è stato, con il 27% dei voti, l'undicesimo concorrente eliminato dal Grande Fratello. |
| Settimana 12     | Prova         | Giorno 81: Nella casa del Grande Fratello è stato ospite il conduttore televisivo Gerry Scotti, che ha sottoposto i concorrenti ad alcune domande tipiche del suo quiz a premi "Chi vuol essere milionario?". Nella prima manche hanno gareggiato Cristina e Marcello che hanno risponsto correttamente a due domande su tre guadagnando un provolone piccante e cinque chili di salsicce. La seconda manche ha visto come concorrenti del celebre quiz televisivo Siria e Gianluca. I due hanno risponsto correttamente a tutte le domande ottenendo un salame, un'impepata di cozze e una porchetta. Nel corso della prova era consentito l'uso di un solo aiuto: la coppia potevano chiedere la risposta a un concorrente nascosto nel confessionale. Giorno 84: La prova settimanale era basata sulla forza e la coordinazione: tutti gli inquilini dovevano destreggiarsi con diversi esercizi. Le ragazze erano allenate da Gianluca e i ragazzi da Siria. L'allenamento prevedeva la corsa di riscaldamemto, esercizi con la corda, piegamenti, addominali e stretching finale. Giorno 85: La puntata serale è stata rimandata a mercoledì 8 aprile 2009, di conseguenza è saltata anche la prova settimanale. Il grande fratello ha quindi deciso di conferire ai ragazzi 80 € di budget provvisori nell'attesa che arrivasse mercoledì per la dichiarazione del budget definitivo settimanale. Giorno 87: È stata effettuata la verifica finale della prova settimanale: Alberto, Ferdi e Gianluca hanno sfidato al tiro alla fune tre concorrenti del Grande Fratello 8: Roberto Mercandalli, Gian Filippo Failla e il vincitore Mario Ferretti. La sfida è stata vinta dai concorrenti del Grande Fratello 8, per questa ragione, per i concorrenti del Grande Fratello 9, la prova è risultata automaticamente persa. |
| Settimana 12     | Eliminazione  | Giorno 78: Alberto, Francesca, Roberto e Vanessa erano i nominati della settimana. Questa settimana c'è stata un'ulteriore puntata settimanale andata in onda giovedì 2 aprile 2009. Uno dei nominati ha abbandonato la casa durante lo svolgimento di questa diretta. Giorno 81: Vanessa è stata, con il 68% dei voti, la dodicesima concorrente eliminata dal Grande Fratello. Giorno 81: Francesca, Marcello e Roberto erano i nominati della settimana, uno di loro ha abbandonato la casa del Grande Fratello durante la puntata dell'8 aprile 2009 che sarebbe dovuta andare in onda lunedì 6 aprile, rimandata in seguito al grave terremoto dell'Aquila che ha colpito l'Abruzzo la medesima notte, causando centinaia di morti. Giorno 87: Roberto è stato, con il 49% dei voti, il tredicesimo concorrente eliminato dal Grande Fratello. Questa settimana c'è stata un'ulteriore eliminazione: gli uomini erano tutti nominati. Le tre donne erano chiamate a salvare uno di loro. Francesca ha scelto Ferdi, Cristina ha salvato Gianluca e Siria ha optato per Alberto. Marcello, non essendo stato salvato, avrebbe dovuto essere eliminato, ma è stato salvato dal pubblico tramite un televoto. |
| Settimana 13     | Eliminazione  | Giorno 87: Ferdi, Francesca, Marcello e Siria erano i nominati della settimana. Giorno 92: Siria è stata, con il 63% dei voti, la quattordicesima concorrente eliminata dal Grande Fratello. I concorrenti, tramite una votazione, erano chiamati a scegliere il primo finalista della nona edizione del Grande Fratello. In questa votazione, i concorrenti, avevano anche la possibilità di autovotarsi. Gianluca è risultato con quattro voti il più votato: è diventato ufficialmente uno dei componenti della rosa dei finalisti. Alberto, Cristina, Ferdi, Francesca e Marcello sono stati automaticamente candidati al televoto. Alberto è stato, con il 37% dei voti, il quindicesimo concorrente eliminato dal Grande Fratello. In seguito i concorrenti sono stati chiamati ad esprimere due nomination. Cristina, Marcello, Ferdi e Francesca sono risultati i più votati e sono stati quindi i concorrenti candidati alla terza eliminazione. Francesca è stata la sedicesima concorrente eliminata dal Grande Fratello. (percentuale di voti ignota). |
| Ultima settimana | Prova         | Giorno 96: Durante quest'ultima settimana di permanenza nella casa, i quattro finalisti dovevano realizzare un calendario del Grande Fratello 9. I concorrenti dovevano scattare dodici fotografie, occupandosi di tutto. Essi erano gli ideatori, i fotografi e i protagonisti degli scatti. Inoltre dovevano studiare la casa per decidere i temi e la sede di ogni fotografia. Cristina si è occupata dei mesi di aprile e agosto, mentre Gianluca ha scelto dicembre e febbraio, invece, Ferdi e Marcello avevano rispettivamente i mesi di marzo e giugno e gennaio e ottobre. I mesi di maggio, luglio, settembre e novembre sono stati realizzati da tutti i concorrenti. |
| Ultima settimana | Finale        | Giorno 92: Cristina, Ferdi, Gianluca e Marcello sono stati i finalisti del Grande Fratello. Giorno 99: Gianluca si è classificato al quarto posto, Cristina al terzo, Marcello al secondo mentre Ferdi è risultato, con 65% dei voti, il vincitore assoluto della nona edizione del Grande Fratello. |

## Suddivisione dei concorrenti
Durante l'ottava puntata, viene introdotta una nuova zona della Casa, chiamata "La Catapecchia". Dall'ottava settimana in poi, la produzione decide di dividere l'intero spazio in due zone: la Casa, cioè lo spazio precedentemente noto, e la Catapecchia, lasciando comunque ai concorrenti di poter dialogare mediante delle cancellate, vietando però loro il trasferimento di cibi o di oggetti di varia natura. Dopo alcune settimane, viene introdotto il Tugurio, che verrà riservato al "peggiore" della prova settimanale, che verrà accompagnato nella stanza da un altro concorrente, a scelta del Grande Fratello. Di seguito, sono elencati le formazioni secondo le quali il Grande Fratello ha deciso di suddividere i concorrenti.
| Ferdi     | Casa        | Catapecchia    | Casa | Casa        |
| Marcello  | Casa        | Catapecchia    | Casa | Casa        |
| Cristina  | Catapecchia | Casa           | Casa | Casa        |
| Gianluca  | Catapecchia | Casa           | Casa | Casa        |
| Francesca | Casa        | Catapecchia    | Casa | Tugurio**** |
| Alberto   | Casa        | Catapecchia    | Casa | Tugurio**** |
| Siria     | Catapecchia | Casa           | Casa | Casa        |
| Roberto   | Catapecchia | Catapecchia ** | Casa | Casa        |
| Vanessa   | Casa        | Catapecchia    | Casa | Casa        |
| Vittorio  | Catapecchia | Casa           | Casa | Casa        |
| Gerry*    | Casa        | Casa           | Casa |             |
| Monica    | Catapecchia | Catapecchia ** | Casa |             |
| Laura     | Casa        | Catapecchia    |      |             |
| Claudia   | Catapecchia |                |      |             |

(*) È concesso a Gerry di abitare sempre all'interno della Casa per le condizioni precarie della Catapecchia non adatte alla sua condizione di disabile.
(**) Durante i primi due giorni della nona settimana, Monica e Roberto hanno vissuto nella casa.
(***) Non c'è alcuna divisione, i concorrenti vivono tutti all'interno della casa.
(****) Viene introdotto il Tugurio, nel quale viene ospitato per un numero indefinito di giorni il peggiore della settimana che verrà affiancato da un altro concorrente scelto dalla produzione.
Legenda:

     In casa

     In catapecchia

     In tugurio

     Eliminato, ritirato o espulso

## Ascolti
| Puntata             | Messa in onda    | Telespettatori | Share  |
| ------------------- | ---------------- | -------------- | ------ |
| 1                   | 12 gennaio 2009  | 5 674 000      | 26,51% |
| 2                   | 19 gennaio 2009  | 5 755 000      | 24,24% |
| 3                   | 26 gennaio 2009  | 6 633 000      | 27,18% |
| 4                   | 2 febbraio 2009  | 6 941 000      | 27,38% |
| 5                   | 9 febbraio 2009  | 7 920 000      | 31,78% |
| 6                   | 16 febbraio 2009 | 7 226 000      | 29,52% |
| 7                   | 23 febbraio 2009 | 6 785 000      | 30,13% |
| 8                   | 2 marzo 2009     | 6 435 000      | 28,22% |
| 9                   | 9 marzo 2009     | 6 498 000      | 29,04% |
| 10                  | 16 marzo 2009    | 6 610 000      | 30,43% |
| 11                  | 23 marzo 2009    | 6.061.000      | 28,78% |
| 12                  | 30 marzo 2009    | 6 683 000      | 29,48% |
| 13                  | 2 aprile 2009    | 6 507 000      | 28,53% |
| 14                  | 8 aprile 2009    | 6 050 000      | 28,61% |
| Semifinale          | 13 aprile 2009   | 6 412 000      | 30,77% |
| Finale              | 20 aprile 2009   | 7 915 000      | 36,14% |
| Media               | Media            | 6 631 000      | 29,17% |
| La nostra avventura | 27 aprile 2009   | 5 282 000      | 22,41% |

### Ascolti giornalieri
In questa tabella sono indicati i risultati in termini di ascolto della striscia quotidiana che è andata in onda ogni giorno su Canale 5 all'interno del talk show Pomeriggio Cinque.

| Canale 5          | Settimana 1   | Settimana 2   | Settimana 3   | Settimana 4   | Settimana 5   | Settimana 6   | Settimana 7   | Settimana 8   | Settimana 9   | Settimana 10  | Settimana 11  | Settimana 12  | Settimana 13  | Settimana 14  |
| ----------------- | ------------- | ------------- | ------------- | ------------- | ------------- | ------------- | ------------- | ------------- | ------------- | ------------- | ------------- | ------------- | ------------- | ------------- |
| Martedì           | 2.633m 18,53% | 2.316m 14,59% | 2.528m 17,77% | 2.932m 20,97% | 3.074m 21,81% | 3.395m 24,24% | 3.146m 22,50% | 3.044m 22,55% | 2.971m 23,55% | 2.875m 24,66% | 3.338m 25,46% | 2.927m 23,74% | non in onda   | 2.713m 26,02% |
| Mercoledì         | 2.602m 18,80% | 2.361m 17,36% | 2.603m 18,51% | 2.996m 21,65% | 3.038m 22,09% | 3.296m 22,30% | 2.945m 21,85% | 3.459m 24,20% | 2.860m 21,69% | 3.056m 25,58% | 2.873m 24,04% | 3.029m 25,14% | 2.119m 20,73% | 2.673m 26,71% |
| Giovedì           | 2.562m 18,64% | 2.486m 18,36% | 2.822m 20,32% | 3.140m 22,58% | 3.027m 21,98% | 2.808m 19,89% | 3.137m 23,80% | 2.933m 21,35% | 2.710m 21,90% | 2.738m 22,45% | 2.649m 22,56% | 2.658m 23,05% | 2.397m 25,31% | 2.798m 24,86% |
| Venerdì           | 2.453m 18,24% | 2.430m 17,41% | 2.586m 18,76% | 3.060m 21,83% | 2.940m 20,81% | 2.564m 18,44% | 2.572m 20,20% | 2.875m 21,67% | 2.600m 21,27% | 3.448m 32,17% | 2.778m 23,35% | 2.647m 24.69% | non in onda   | 2.501m 25,55% |
| Sabato            | 2.889m 21,03% | 2.965m 19,74% | 2.837m 19,87% | 3.088m 20,08% | 2.992m 21,15% | 2.655m 19,00% | 2.456m 20,98% | 2.599m 19,07% | 2.443m 20,06% | 2.766m 20,09% | 2.979m 22,64% | 2.204m 20,77% | 1.954m 17,35% | 2.430m 22,16% |
| Domenica          | 3.776m 18,93% | 3.613m 18,23% | 3.215m 15,39% | 3.609m 17,58% | 3.369m 16,58% | 3.491m 17,35% | 3.610m 17,59% | 3.292m 17,83% | 2.863m 15,69% | 3.058m 15,80% | 3.293m 17.11% | 2.601m 15.31% | 1.686m 15.80% | 2.922m 15.28% |
| Lunedì            | 2.576m 18,22% | 2.728m 19,01% | 2.921m 19,38% | 2.960m 21,15% | 2.713m 18,95% | 3.100m 21,61% | 2.993m 22,69% | 2.707m 20,97% | 2.973m 23,94% | 2.697m 22,18% | 2.711m 25,44% | non in onda   | 1.262m 13,96% | 3.058m 25,24% |
| Media Settimanale | 2.784m 18,91% | 2.699m 17,81  | 2.787m 18,57% | 3.112m 20,83% | 3.021m 20,48% | 3.044m 20,40% | 2.979m 21,37% | 2.987m 21,09% | 2.774m 21,15% | 2.948m 23,27% | 2.945m 22,94% | 2.677m 22,11% | 1.883m 18,63% | 2.727m 23,68% |
| Media Finale      | 2.811m 20,80% | 2.811m 20,80% | 2.811m 20,80% | 2.811m 20,80% | 2.811m 20,80% | 2.811m 20,80% | 2.811m 20,80% | 2.811m 20,80% | 2.811m 20,80% | 2.811m 20,80% | 2.811m 20,80% | 2.811m 20,80% | 2.811m 20,80% | 2.811m 20,80% |